# London Sinfonietta

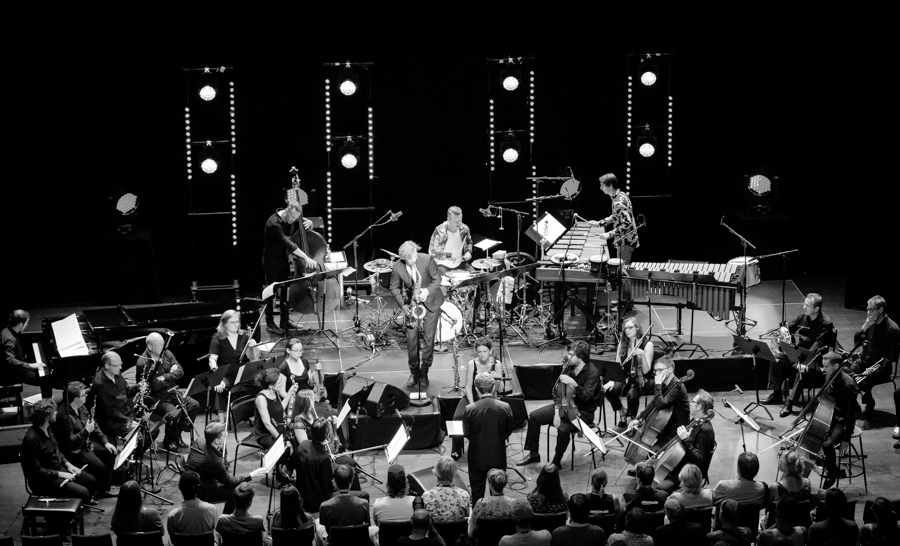
London Sinfonietta (2018)

De London Sinfonietta is een kamerorkest opgericht in 1968, door onder meer David Atherton en Nicolas Snowman.
Het orkest heeft een goede reputatie opgebouwd als uitvoeringsorkest van composities van nog levende componisten. Het orkest kan en kon door zijn vermaardheid al snel opdrachten tot compositie van welke aard dan ook geven aan om het even welke componist. De London Sinfonietta heeft dan ook een erelijst van premières. Door de hoge standaard die het orkest hanteert, trekt het ook beroemde dirigenten aan, die graag op de bok willen staan voor dit orkest.
Aan het orkest is een koor gelieerd. Men verzorgt ook educatieve concerten. Het orkest heeft zelfs een eigen albumlabel. Eredirigent is Oliver Knussen. Het orkest heeft een zeer lange lijst van onderscheidingen.